# Selección de fútbol de Panjab

La Selección de fútbol de Panjab es la selección, formada en el Reino Unido, representativa de la diáspora punjabí, distribuidas por Pakistán, Afganistán y la India, en dicha disciplina. Está afiliada con la ConIFA y participó de dos ediciones de la Copa Mundial de fútbol de ConIFA, terminando 2º en su primera participación.

## Participación en competiciones

### Copa Mundial de ConIFA
| Año   | Posición         | PJ               | PG               | PE               | PP               | GF               | GC               |
| ----- | ---------------- | ---------------- | ---------------- | ---------------- | ---------------- | ---------------- | ---------------- |
| 2014  | No participó     | No participó     | No participó     | No participó     | No participó     | No participó     | No participó     |
| 2016  | 2º               | 5                | 4                | 1                | 0                | 11               | 3                |
| 2018  | 5º               | 6                | 2                | 2                | 2                | 17               | 7                |
| 2020  | Evento cancelado | Evento cancelado | Evento cancelado | Evento cancelado | Evento cancelado | Evento cancelado | Evento cancelado |
| Total | 2/4              | 11               | 6                | 3                | 2                | 28               | 10               |

## Partidos

### Otros partidos
| Fecha                   | Lugar            | Competición         |           | Resultado | Rival                                   |
| ----------------------- | ---------------- | ------------------- | --------- | --------- | --------------------------------------- |
| 22 de diciembre de 2014 | Smethwick        | Amistoso            | Panjab XI | 4-1       | Sealand B                               |
| 30 de mayo de 2015      | Douglas          | Niamh Challenge Cup | Panjab    | 1-8       | Ellan Vannin                            |
| 31 de mayo de 2015      | Douglas          | Amistoso            | Panjab    | 9-1       | Alderney                                |
| 20 de diciembre de 2015 | Sutton Coldfield | Amistoso            | Panjab    | 4-1       | Islas Chagos                            |
| 20 de febrero de 2016   | Leicester        | Amistoso            | Panjab    | 2-2       | Leicester City FC International Academy |
| 20 de marzo de 2016     | Salford          | Amistoso            | Panjab    | 9-1       | Manchester International Academy        |
| 24 de abril de 2016     | Kidderminster    | Amistoso            | Panjab    | 0-2       | Jersey                                  |
| 4 de marzo de 2017      | Leicester        | Amistoso            | Panjab    | 3-4       | Leicester City FC International Academy |
| 23 de abril de 2017     | Saint Helier     | Amistoso            | Panjab    | 2-0       | Jersey                                  |
| 28 de mayo de 2017      | Kidderminster    | Amistoso            | Panjab    | 1-2       | Inglaterra C                            |
| 8 de abril de 2018      | Londres          | Amistoso            | Panjab    | 1-2       | Hashtag United FC                       |
| 29 de abril de 2018     | Sandbach         | Amistoso            | Panjab    | 1-2       | Ellan Vannin                            |
| 14 de mayo de 2018      | Kirkby           | Amistoso            | Panjab    | 1-4       | Liverpool Sub-23                        |
| 19 de mayo de 2018      | Slough           | Amistoso            | Panjab    | 1-1       | Jersey                                  |
| 27 de mayo de 2018      | Slough           | Amistoso            | Panjab    | 1-4       | Dhaka Akadash RC                        |
| 18 de noviembre de 2018 | Ossett           | Amistoso            | Panjab    | 4-5       | Yorkshire                               |
| 6 de marzo de 2019      | Lilyhurst        | Amistoso            | Panjab    | 2-2       | Burton Albion Reserves                  |
| 15 de junio de 2019     | Barry            | Amistoso            | Panjab    | 1-1       | Barry Town FC                           |
| 29 de diciembre de 2019 | Horsham          | Amistoso            | Panjab    | 6-0       | Islas Chagos                            |

### Copa Mundial de Fútbol de ConIFA
| Fecha              | Lugar       |        | Resultado      | Rival              |
| ------------------ | ----------- | ------ | -------------- | ------------------ |
| 30 de mayo de 2016 | Gagra       | Panjab | 1-0            | Laponia            |
| 31 de mayo de 2016 | Gagra       | Panjab | 5-0            | Somalilandia       |
| 2 de junio de 2016 | Sujumi      | Panjab | 3-2            | Armenia Occidental |
| 4 de junio de 2016 | Sujumi      | Panjab | 1-0            | Padania            |
| 5 de junio de 2016 | Sujumi      | Panjab | 1-1 (5-6 pen.) | Abjasia            |
| 31 de mayo de 2018 | Slough      | Panjab | 8-0            | Cabilia            |
| 2 de junio de 2018 | Slough      | Panjab | 0-1            | Armenia Occidental |
| 3 de junio de 2018 | Slough      | Panjab | 1-1            | Coreanos en Japón  |
| 5 de junio de 2018 | Bracknell   | Panjab | 0-2            | Padania            |
| 7 de junio de 2018 | Sutton      | Panjab | 5-0            | Barāwe             |
| 9 de junio de 2018 | Rotherhithe | Panjab | 3-3 (pen. 4-3) | Cascadia           |